# Ica-restauranger

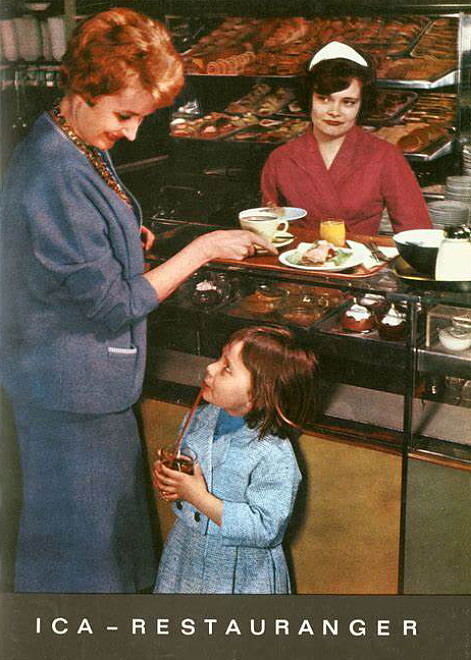
Ica-restauranger, broschyr.

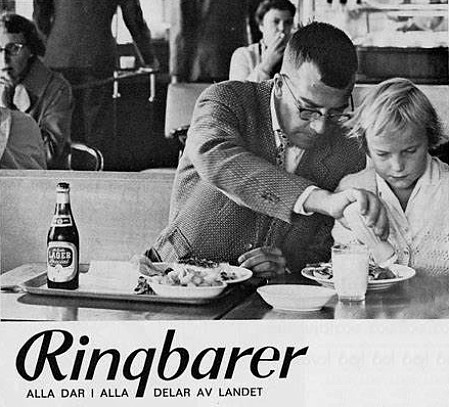
Ica-Ringbarer, broschyr.

Ica-restauranger var en restaurangkedja som bildades 1945 av  detaljhandelsföretaget Ica och existerade till 1982. Stommen i företaget utgjordes av Ringbaren, en sorts kafeteria med självservering. På 1970-talet var Ica-restauranger med över 135 enheter Sveriges största restaurangföretag i enskild regi. Verksamheten avvecklades 1982.

## Historik
Början till Ica-restaurangerna var mjölkbaren, en enkel restaurang med självservering och utan utskänkningsrättigheter. De första öppnade i Sverige i slutet av 1920-talet och hade sitt stora genombrott i och med Stockholmsutställningen 1930. Med tiden blev skiljelinjerna mellan mjölkbarerna och andra enklare restauranger allt mer diffusa. Redan i mars 1944 öppnade den första Ica-restaurangen, Ankarbaren, i Göteborgs hamnkvarter.
Mjölkpropagandans dotterbolag AB Mjölkbarens aktiepost köptes 1945 för 500 000 kronor av Ica-restaurangerna. AB Mjölkbaren hade en omsättning av nära fyra miljoner kronor och ett gott anseende. Det blev kärnan för den fortsatta verksamheten. Samtidigt bildades Ica:s nya restaurangbolag Ringbaren, som var en kedja för enklare så kallade brickluncher och middagsserveringar över hela landet. Namnet Ringbaren kom från de fyra ringarna i företagsemblemet. 
Vid övertagandet hade Mjölkbaren AB 16 restauranger i landets större städer. Kedjan byggdes ut i rask takt av Ica. I Stockholm genomfördes en storsatsning. Här fanns redan sex mjölkbarer, bland dem mjölkbaren i Björns trädgård, formgiven av arkitekt Holger Blom på 1930-talet. Snart öppnades nya ställen under namnet Ringbaren i bland annat Centralpalatset och det nya Hötorgscity och Holger Bloms mjölkbar vid Björns trädgård fick en rejäl ansiktslyftning.
År 1971 fanns det 135 Ica-ägda serveringsställen bestående av Ringbarer men även av exklusiva restauranger med fullständiga rättigheter som exempelvis Brända tomten och Bäckahästen i Stockholm som förvärvades 1953 samt Bäckakällan i Centrumhuset, Göteborg som köptes 1966. Dessa tre "förnämliga vinrestauranger", menade Ica-restauranger i sin egen reklam, "uppskattas av hela familjen både till vardag och fest". Därtill kom även ett antal personalrestauranger som serverade lunch i större företag. 1982 bytte bolaget namn till Caternord, den siste verkställande direktören var Cai Kofoed.  Det nya bolaget med runt 100 personalrestauranger köptes året därpå av Scandic Hotels

## Bilder, restauranger och Ringbarer (urval)

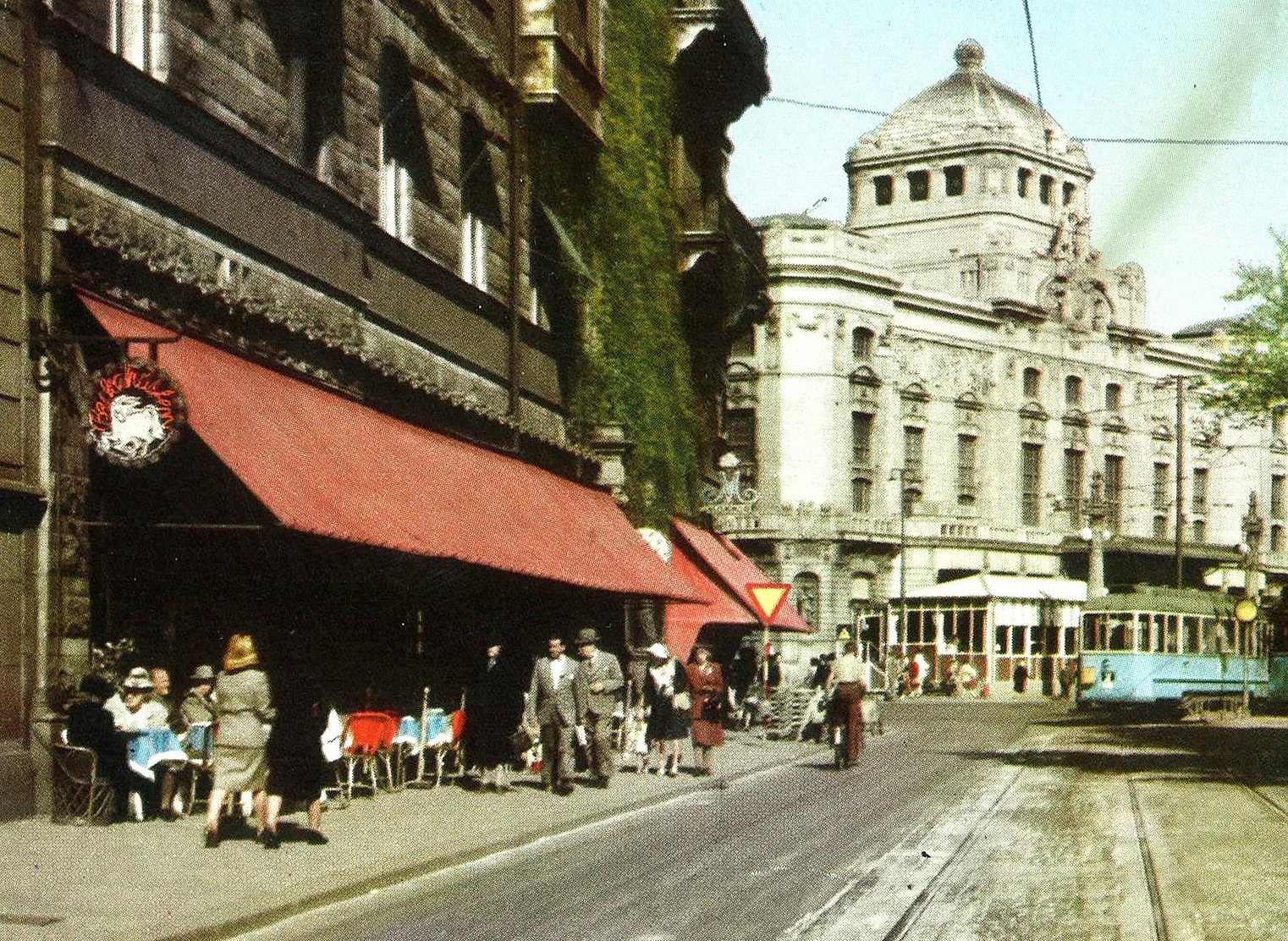
Bäckahästen (1950-tal)
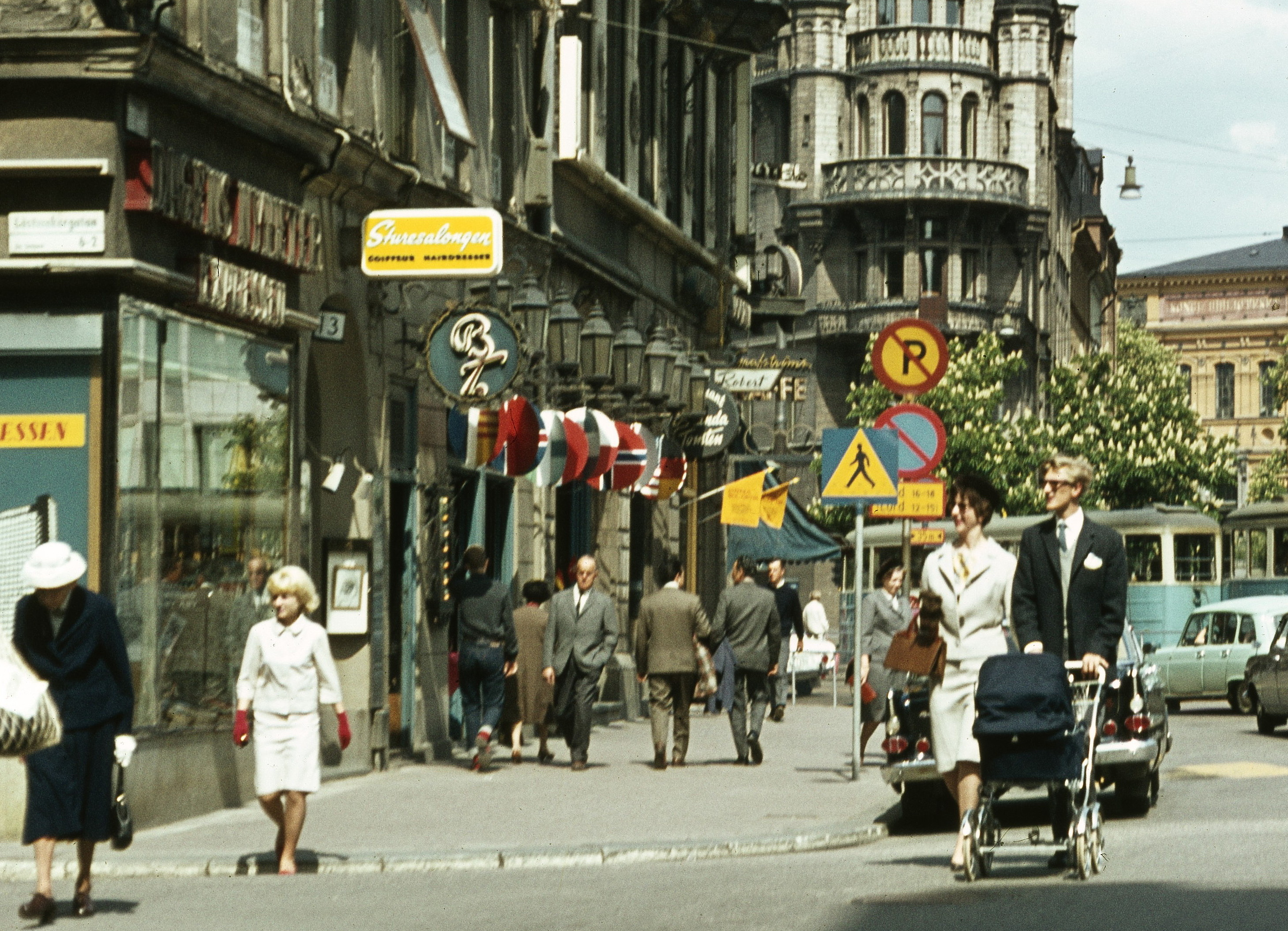
Brända tomten, Stureplan (1965)
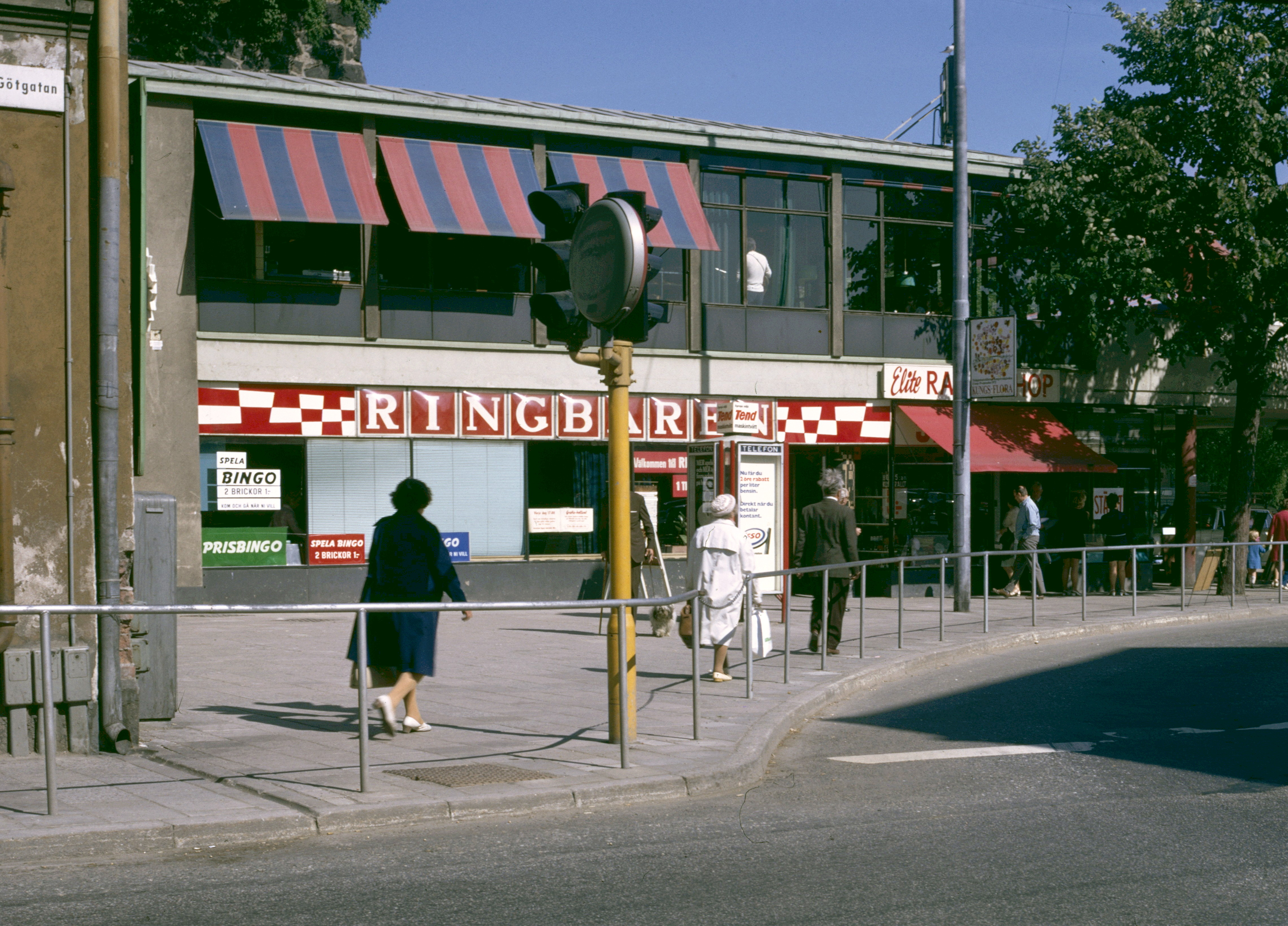
Ringbaren, Björns trädgård (1975)
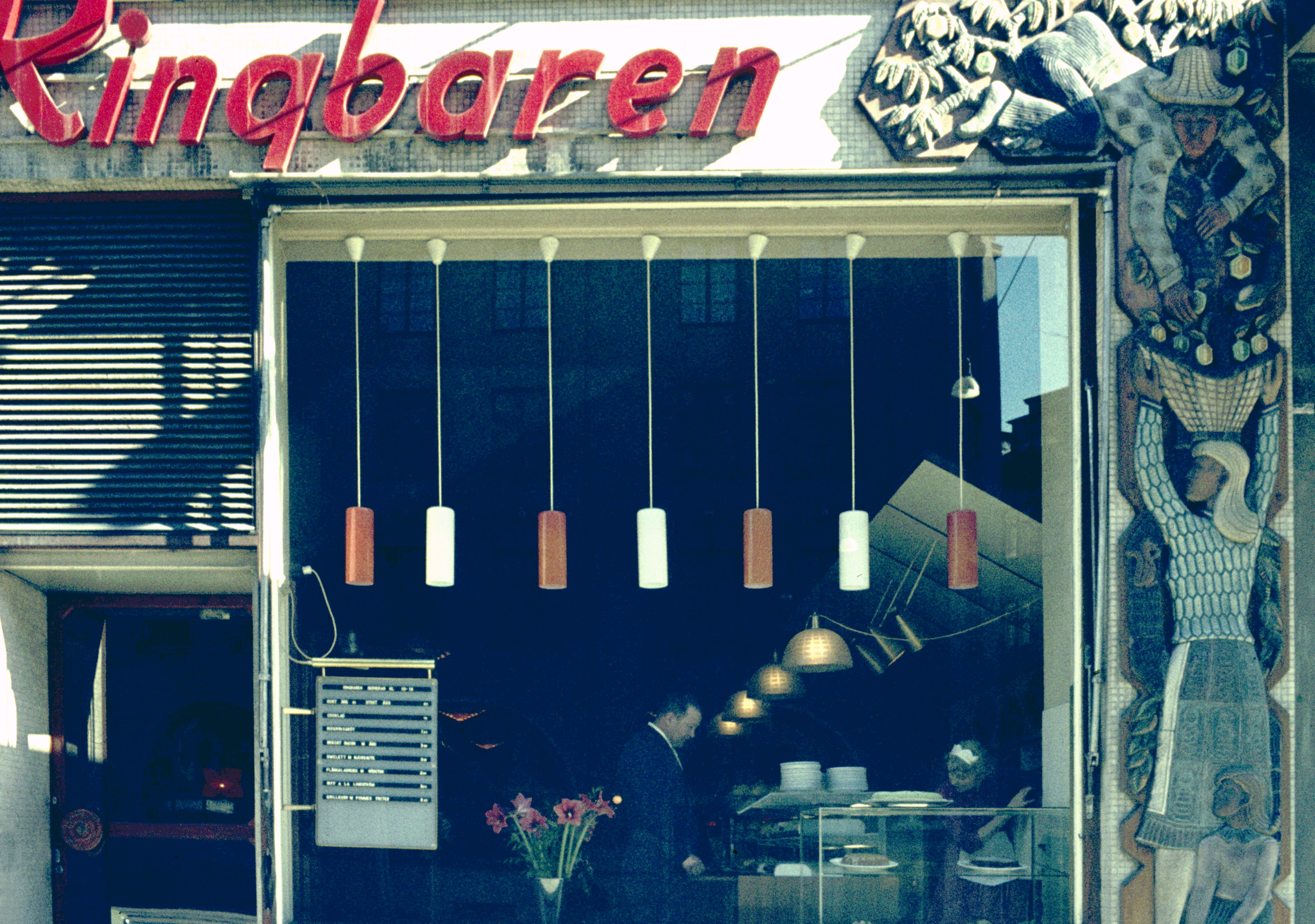
Ringbaren, Birger Jarlsgatan (1962)
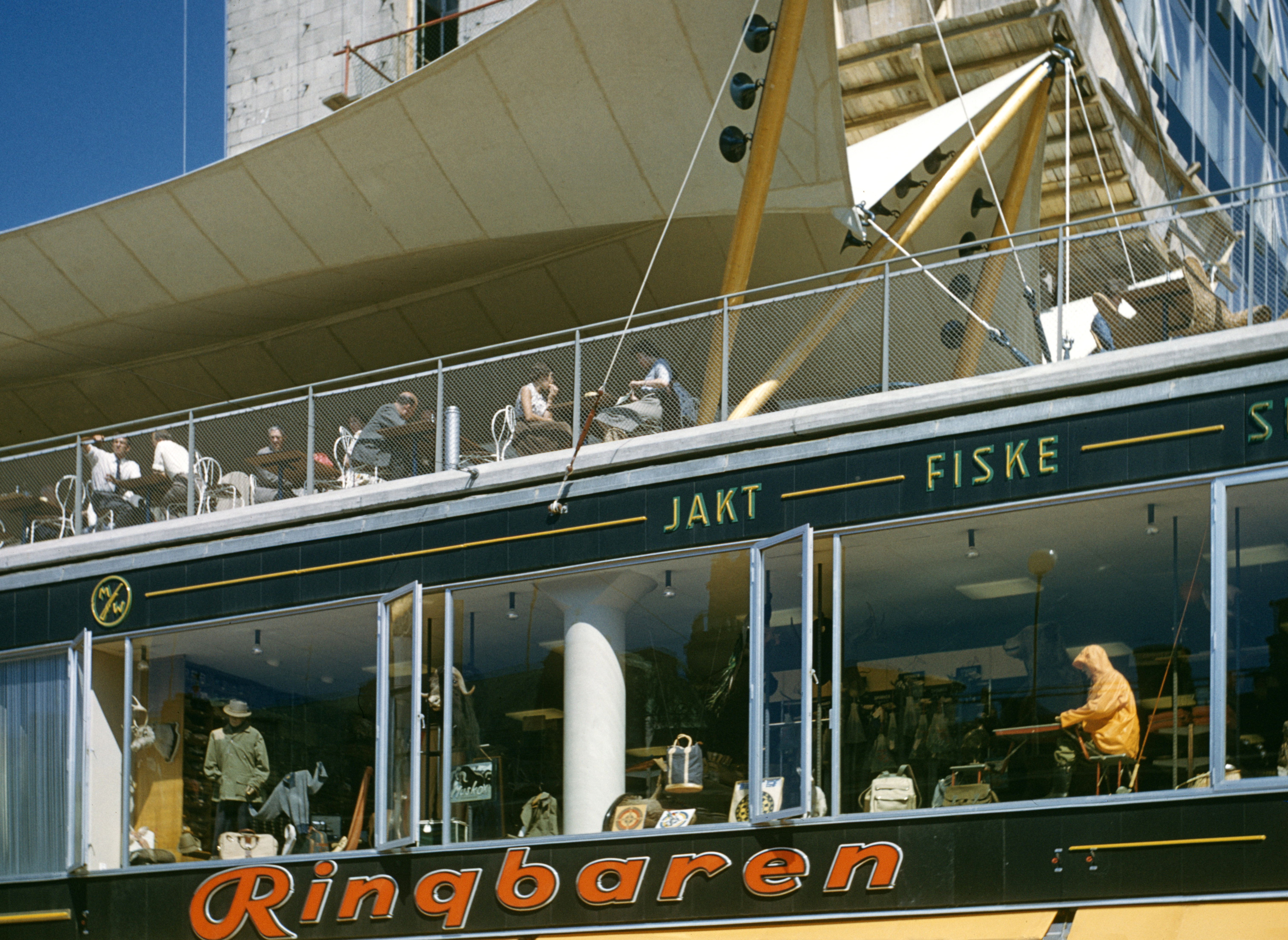
Ringbaren, Hötorgscity (1959)